# IBD Deisenroth Engineering
IBD Deisenroth Engineering  - германская компания, специализирующаяся на разработке и изготовлении средств защиты объектов военной техники. К сфере деятельности компании относятся пассивные системы защиты образцов вооружения и военной техники, а также комплексы активной защиты (КАЗ) боевых бронированных машин.
Компания известна также под именем Ingenieurbüro Deisenroth или IBD. Компания принадлежит семье Дайзенрот (Deisenroth).  IBD Deisenroth Engineering  сертифицирована согласно требованиям ISO 9001:2000. По заявлению Ульфа Дайзенрота, компания принципиально не занимается динамической защитой объектов.
Адрес компании IBD Deisenroth Engineering: Auf der Hardt 33-35, Lohmar,  53797, Germany

## История возникновения и структура компании
Ingenieurbüro Deisenroth основана в 1981 году в качестве конструкторской и научно-исследовательской организации. Первоначальной основой исследовательской деятельности являлась разработка нового, на тот период, взрывчатого вещества для систем динамической защиты. В период с 1981 по 1989 годы компания занималась научно-исследовательскими и опытными конструкторскими работами (НИОКР), связанными с живучестью военной техники по контрактам с Федеральным управлением военной техники и закупок Bundesamt für Wehrtechnik und Beschaffung (BWB) Министерства обороны ФРГ.
В 1991 году была образована компания Chempro в качестве производственной базы компании IBD. С 2007 года 51 процент акций компании Chempro принадлежит концерну Rheinmetall Defence. Последний осуществляет руководство компанией Rheinmetall Chempro GmbH, в рамках направления  Rheinmetall Waffe und Munition. В настоящее время Chempro является одним из ведущих производителей пассивных систем защиты для колёсных и гусеничных ББМ. За последние годы компания оснастила «новейшими системами защиты» свыше 40 тыс. машин по всему миру.
Другим важным направлением деятельности компании является управление сигнатурами объектов (англ. Signature protection management). Компания предлагает новую защитную систему AMAP-S, позволяющую снизить заметность машины в основных физических полях, в частности в акустическом, ИК и радиолокационном поле.
К 1994 году была разработана комбинированная броня с керамикой MEXAS.
В период между 2000 и 2006 годами продолжилась дальнейшая отработка и развитие комбинированной брони, результатом чего явилось создание новой марки брони, известной как AMAP. AMAP разработана в соответствии со стандартом НАТО STANAG 4569 или требованиями AEP 55.
Для лучшего продвижения продукции и её сбыта потенциальным потребителям IBD Deisenroth создает свои дочерние предприятия за рубежом. Таким образом были основаны: в 2001 году EODC в Канаде, в 2003 году EODH в Греции, и в 2004 году  AST во Франции. В 2003 году IBD Deisenroth приобрела шведское предприятие Åkers Krutbruk Protection AB.
В 2007 году IBD Deisenroth и Rheinmetall Defence основали совместную компанию ADS Gesellschaft für aktive Schutzsysteme mbH. Сферой деятельности компании ADS является дальнейшая разработка комплексов активной защиты транспортных средств. При этом 75 процентов акций находится в собственности IBD Deisenroth,  25 процентов – в собственности  Rheinmetall Defence.

## Разработки

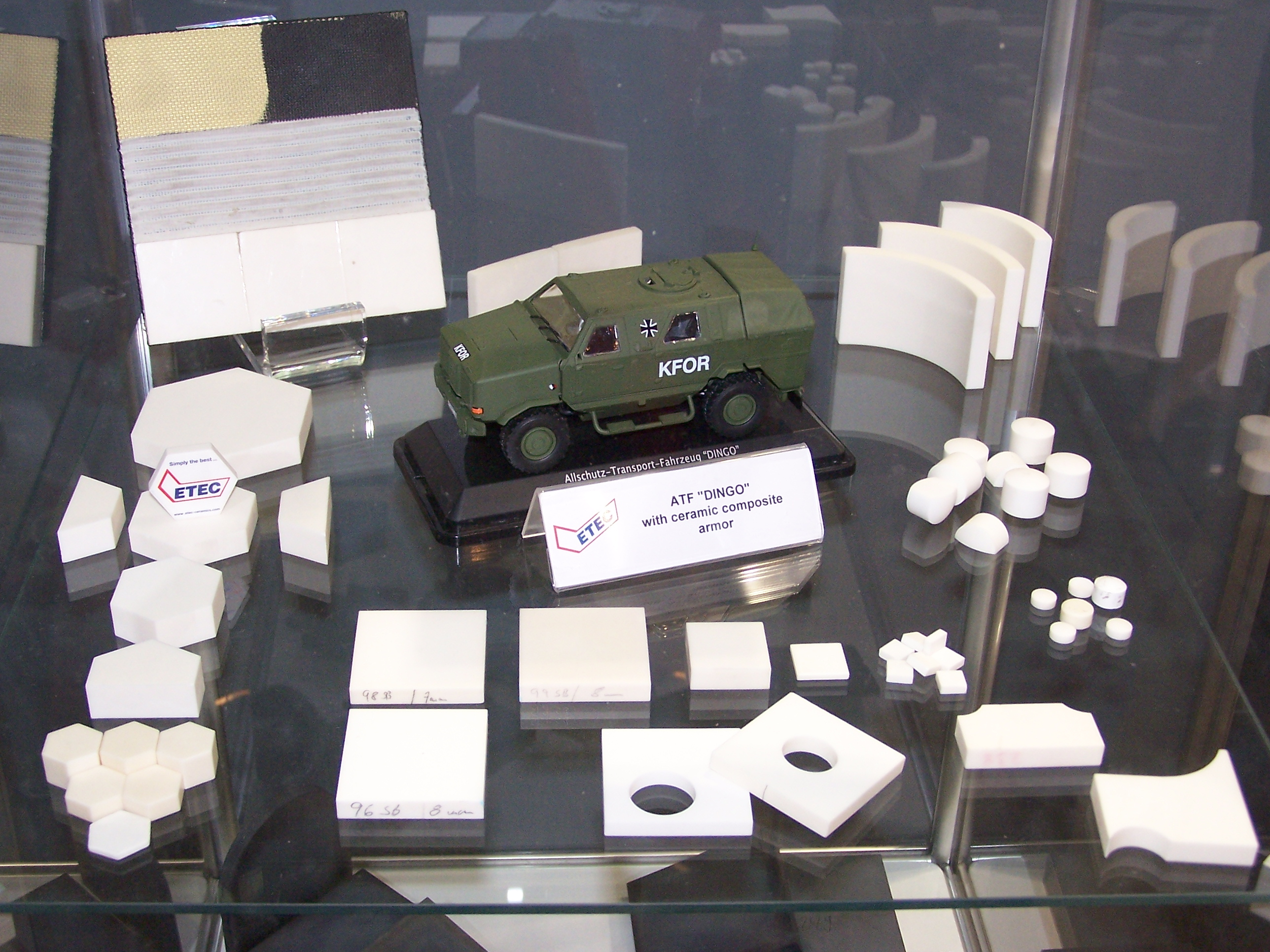
Керамические бронеэлементы из оксида алюминия лёгкой защиты MEXAS light, установленной на бронеавтомобиле ATF Dingo (IDET 2007)

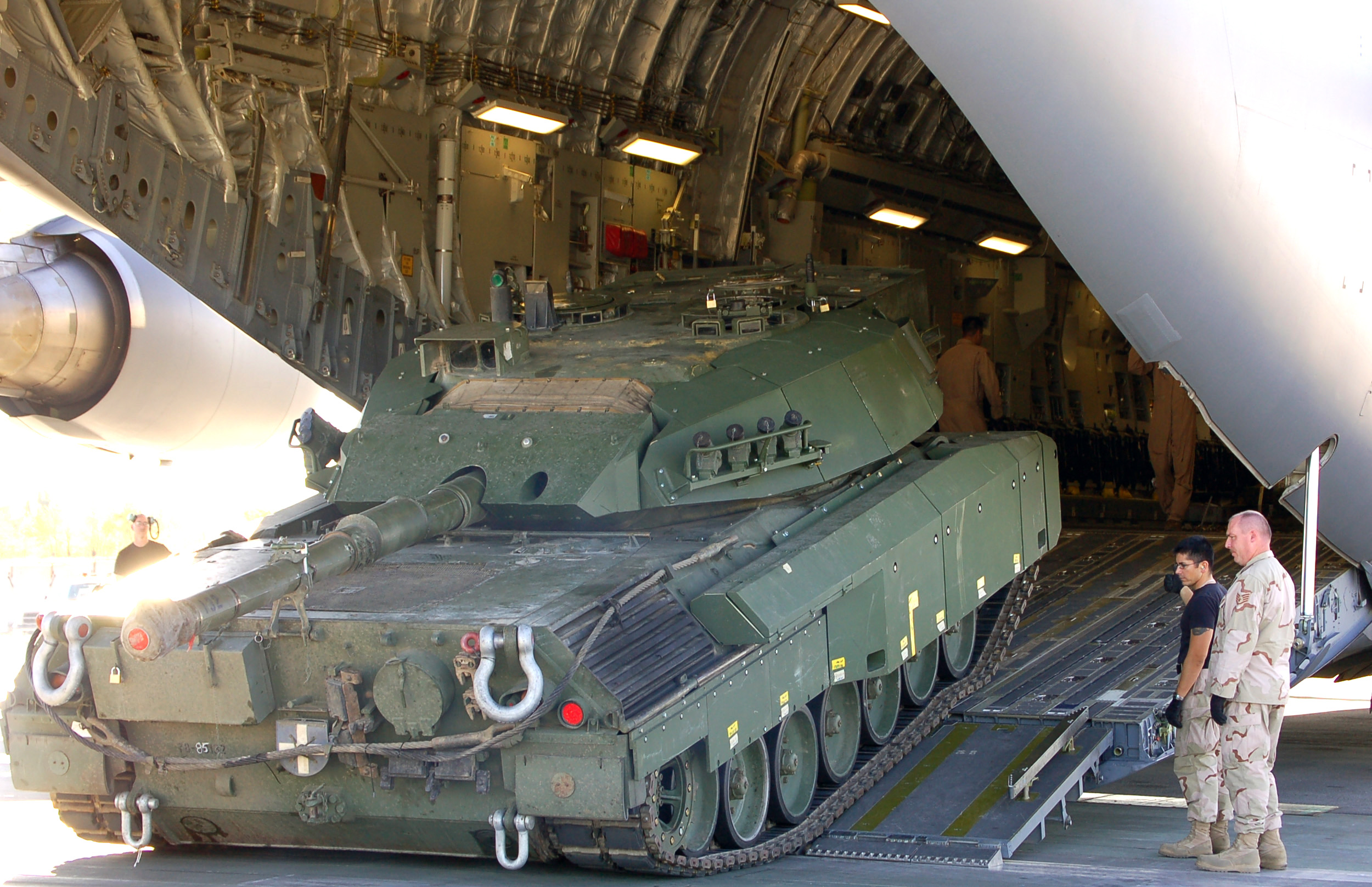
Канадский танк «Леопард C2», усиление защиты которого достигнуто установкой брони MEXAS-H.

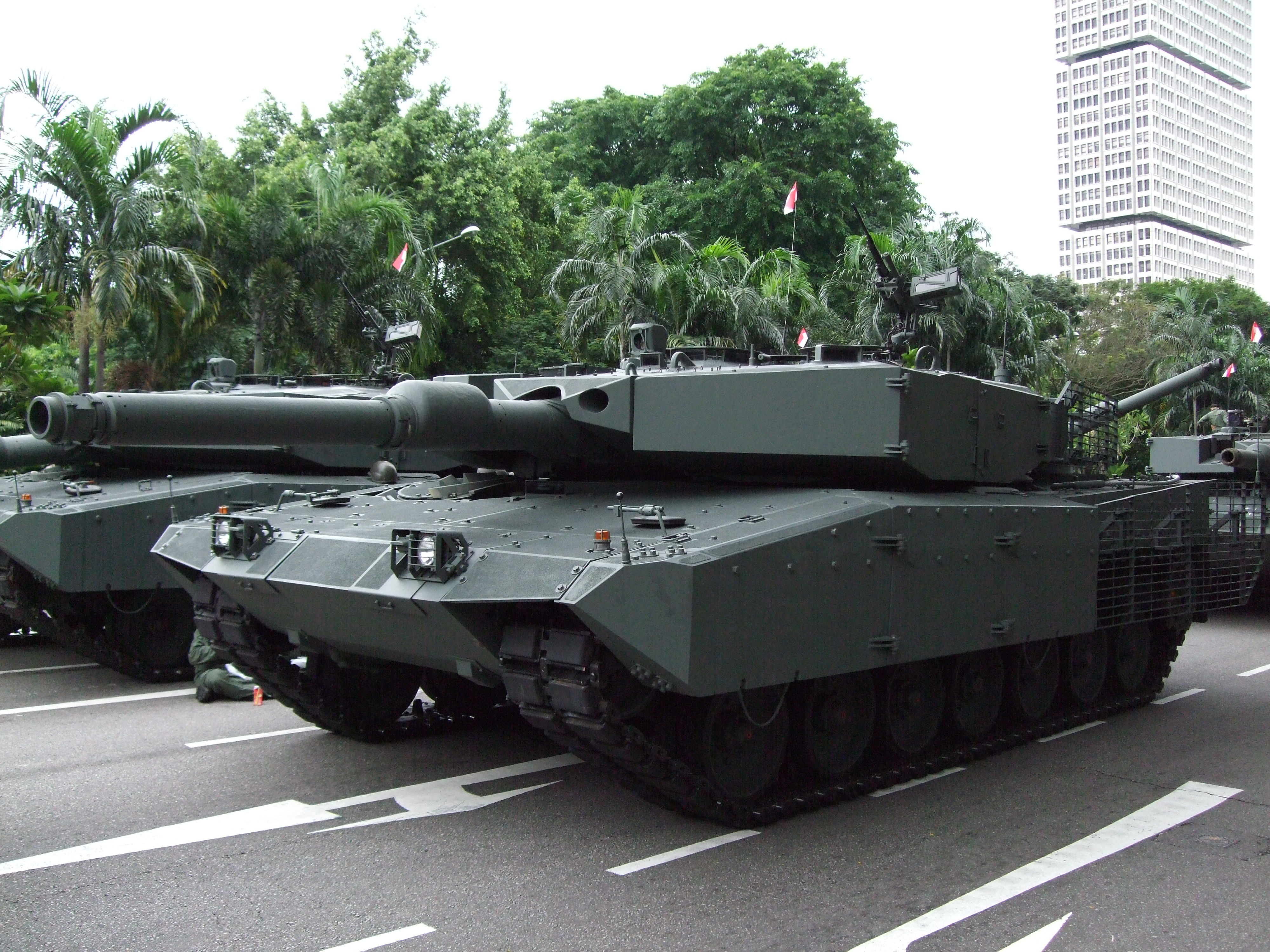
Леопард 2A4 ВС Сингапура после приобретения подвергся доработке с установкой дополнительной брони AMAP.

Компания разработала два основных продукта, предназначенных для пассивной и активной защиты боевых бронированных машин:
- MEXAS от англ. Modular EXpandable Armor System - пассивная защита на основе комбинированной брони с керамикой, предназначенная, в первую очередь, для усиления защиты существующих бронированных машин. Двадцать тысяч комплектов брони MEXAS были установлены на боевых машинах различных государств [5]. Бронезащита MEXAS использована для повышения защищенности следующих боевых машин: основной танк Леопард 2 (Швеция Strv 122),  Dingo ATF, разведывательный бронеавтомобиль Феннек, БМП ASCOD, БТР Страйкер, Piranha IV,  а также САУ PzH 2000.
- AMAP  от англ. Advanced Modular Armor Protection – модульная система защиты, сочетающая пассивные и активные средства защиты различных уровней. Боевая машина пехоты в базовом варианте Strf 90 и её модификации, поставляемые по экспорту ряду стран, многоцелевая боевая машина Patria AMV, создаваемая в рамках концепции выживаемости следующего поколения, уже оснащены модульной защитой AMAP. Новая БМП «Пума» также должна оснащаться системой защиты AMAP.
- «Нанометрическая» азотированная сталь. По контракту с IBD производители качественной стали разработали высокопрочную «нанометрическую» азотированную сталь, защитные свойства которой соизмеримы со свойствами стандартных керамических материалов (оксид алюминия). Экономия массы по сравнению с обычным стальным бронелистом составляет до 30 процентов. Кроме того, «нанометрические» стали могут использоваться и в качестве силовых элементов конструкции машины, обеспечивая, тем самым, дополнительную экономию за счет снижения массы конструктивных элементов[6].